# Розел Джордж Браун
Розел Джордж Браун (англ. Rosel George Brown; 15 березня 1926, Новий Орлеан — 26 листопада 1967, Новий Орлеан) — американська письменниця-фантастка.

## Біографія
Розел Джордж Браун народилась 15 березня 1926 року в місті Новий Орлеан, штат Луїзіана, США. Жила в місті свого народження разом з чоловіком після здобуття освіти в коледжі Софі Ньюкомб, де вона вивчала давньогрецьку мову й в Університеті Міннесоти, де вона здобула ступінь магістра грецької мови.
Кілька її книг були присвячені її чоловікові Вільяму Берлі Брауну, який був професором історії в Університеті Тулейн. Подружжя мало двох доньок, 1954 та 1959 років народження.
Окрім письменницької діяльності, вона працювала вчителькою та соціальним працівником у Луїзіані.
У 1959 році Розел Браун була номінована на премію Г'юґо як найкраща нова авторка. Її життя і кар'єра обірвалися, коли вона померла від лімфоми у віці 41 року 26 листопада 1967 року.
Четверта антологія премії «Неб'юла» містить некролог, написаний Деніелом Ґелує, а Енн Маккефрі присвятила Розел Браун свою антологію «Алхімія та академія» 1970 року, разом з кількома іншими людьми. Браун і Маккефрі познайомилися на письменницькому семінарі в Мілфорді.

## Творчість
Твори Розел Браун в основному були написані наприкінці 1950-х — середині 1960-х років і в цілому були позитивно сприйняті критиками та читачами. Її головні романи — «Сибіл Сью Блакитна», також відома як «Ґалактична Сибіл Сью Блакитна», та її продовження «Води Центаври», в яких розповідається про життя Сибіл Сью Блакитної, жінки-детектива. Книга «Води Центаври» була опублікована після її смерті, а авторські права на неї були передані її чоловікові в 1970 році. Вона також співпрацювала над романом «Кров землі» (1966) з Кітом Ломером.
Роб Летем, рецензуючи книгу «Галактичне передмістя: Відновлення жіночої наукової фантастики» Лізи Яшек, зазначає, що згадування Розел Джордж Браун є важливим, оскільки вона розглядає її, разом з такими авторками: Маргарет Сент-Клер, Зенна Гендерсон, Мілдред Клінгерман і Доріс Піткін Бак та зазначає, що всі вони є «визначними постатями 1950-х років, що зараз перебувають під загрозою забуття».
Її оповідання з'являлися в журналах «The Magazine of Fantasy and Science Fiction», «Amazing Stories», «Fantastic Universe» та інших виданнях. Збірка оповідань Браун під назвою «Жменька часу» була опублікована видавництвом Ballantine Books у 1963 році.

## Короткі історії
Нижче наведений список деяких оповідань Розел Джордж Браун:
- «Від невидимого цензора» (англ. «From an Unseen Censor»), Galaxy Science Fiction, вересень 1958
- «Пригода з нарощуванням волосся» (англ. «Hair-Raising Adventure»), Star Science Fiction, 1959
- «Цілина» (англ. «Virgin Ground»), Worlds of If, лютий 1959
- «Загублений у перекладі» (англ. «Lost in Translation»), Fantasy & Science Fiction, травень 1959
- «Автопарк» (англ. «Car Pool»), Worlds of If, липень 1959
- «Бережіть гроші Конфедерації, хлопці.» (англ. «Save Your Confederate Money, Boys»), Fantastic Universe, листопад 1959
- «Квіткова композиція» (англ. «Flower Arrangement»), Galaxy Science Fiction, грудень 1959
- «Знаки часу» (англ. «Signs of the Times»), Amazing Stories, грудень 1959
- «Татусь Девіда» (англ. «David's Daddy»), Fantastic, червень 1960
- «Крок IV» (англ. «Step IV»), Amazing Stories, червень 1960
- «Вихід є завжди» (англ. «There's Always a Way»), Fantastic, липень 1960
- «Трішки людського контакту» (англ. «A Little Human Contact»), Fantasy & Science Fiction, квітень 1960
- «Просто пропозиція» (англ. «Just a Suggestion»), Fantasy & Science Fiction, серпень 1960
- «З усіх можливих світів» (англ. «Of All Possible Worlds»), Fantasy & Science Fiction, лютий 1961
- «Запрошений професор» (англ. «Visiting Professor»), Fantastic, лютий 1961
- «Великий гріх» (англ. «The Ultimate Sin»), Fantasy & Science Fiction, жовтень 1961
- «І зуб» (англ. «And a Tooth»), Fantastic, серпень 1962
- «Плодове тіло» (англ. «Fruiting Body»), Fantasy & Science Fiction, серпень 1962
- «Митець» (англ. «The Artist»), Amazing Stories, травень 1964

## Романи
Нижче наведений список романів Розел Джордж Браун:
- «Кров землі» (англ. «Earthblood»; 1966), разом з Кітом Ломером[5].

- Серія «Сибіл Сью Блакитна»:
  - «Сибіл Сью Блакитна» (англ. «Sibyl Sue Blue»; 1966)[6], також була опублікована як «Ґалактична Сибіл Сью Блакитна» (англ. «Galactic Sibyl Sue Blue»; 1968)[7]
  - «Води Центаври» (англ. «»; 1970), опубліковано після смерті письменниці[8]